# Teresa Condeminas
Teresa Condeminas Soler (Barcelona, 1905 - 2002) fue una pintora catalana. 
Desde muy joven muestra interés por la pintura y recibe clases en el estudio de Pepita Teixidor junto con otras artistas como María de la Visitación Ubach y Emilia Coranty Llurià. Su primera exposición la podemos datar en 1916 en el Salón Parés celebrada en homenaje a la memoria de su maestra y en la que se expusieron más de 300 obras.
Formada en la escuela de la Llotja de Barcelona, obtuvo en 1931, el premio de 3000 pesetas al ganar la  bolsa de viaje, de primer grado, destinada a costear un viaje por España. Posteriormente, acabaría siendo profesora en esta escuela. 
Condeminas empezó a estar presente en la vida artística catalana los años anteriores a la guerra civil, con un realismo frío y pulquérrimo que la relaciona a veces con aspectos de la Nueva Objetividad alemana y que a menudo se centra en la figura femenina. En 1932, sorprendió a la crítica presentando un desnudo de mujer a la Exposición de Primavera. Al año siguiente, participó junto con otros artista en una muestra colectiva en la Galería Syra y en 1934, se alzó con un premio metálico en la Exposición del Desnudo organizada por el Círculo Artístico. además, la Junta Municipal de Exposiciones de Arte adquirió una obra suya y obtuvo la Tercera Medalla en la sección de pintura en la Exposición nacional de Bellas Artes con su obra titulada "El Espejo", Julia Minguillón y Margarita de Frau también fueron premiadas En este periodo, Teresa Condeminas se sitúa como una de las pioneras en la representación del desnudo femenino, ya que no sólo lo investigó en un momento que este género no era tratado por la mujer, si no que acudió con ellos de forma frecuente a la exposiciones nacionales.

"Plenitud, el desnudo de Teresa Condeminas, nos presenta una real moza, de formas turgentes y muy bien modeladas. Pero resultan como talladas sobre madera. Esto es: un tanto envaradas (espásticas) y poco felxibles. También su piel no es lozana y tiene un tinte cadavérico."
Trsitán Yuste. "Pueblo", 1950

A lo largo de su vida hizo diversas exposiciones individuales y colectivas. Participó con éxito en las Exposiciones Nacionales de Madrid y Barcelona, y acudió a la exposición de Arte Español en Berlín, así como  a las Bienales de Venecia. Estuvo activa hasta la década de los ochenta. Fue la esposa del pintor Lluís Muntané.